# Liceum Ogólnokształcące im. Kazimierza Wielkiego w Kole

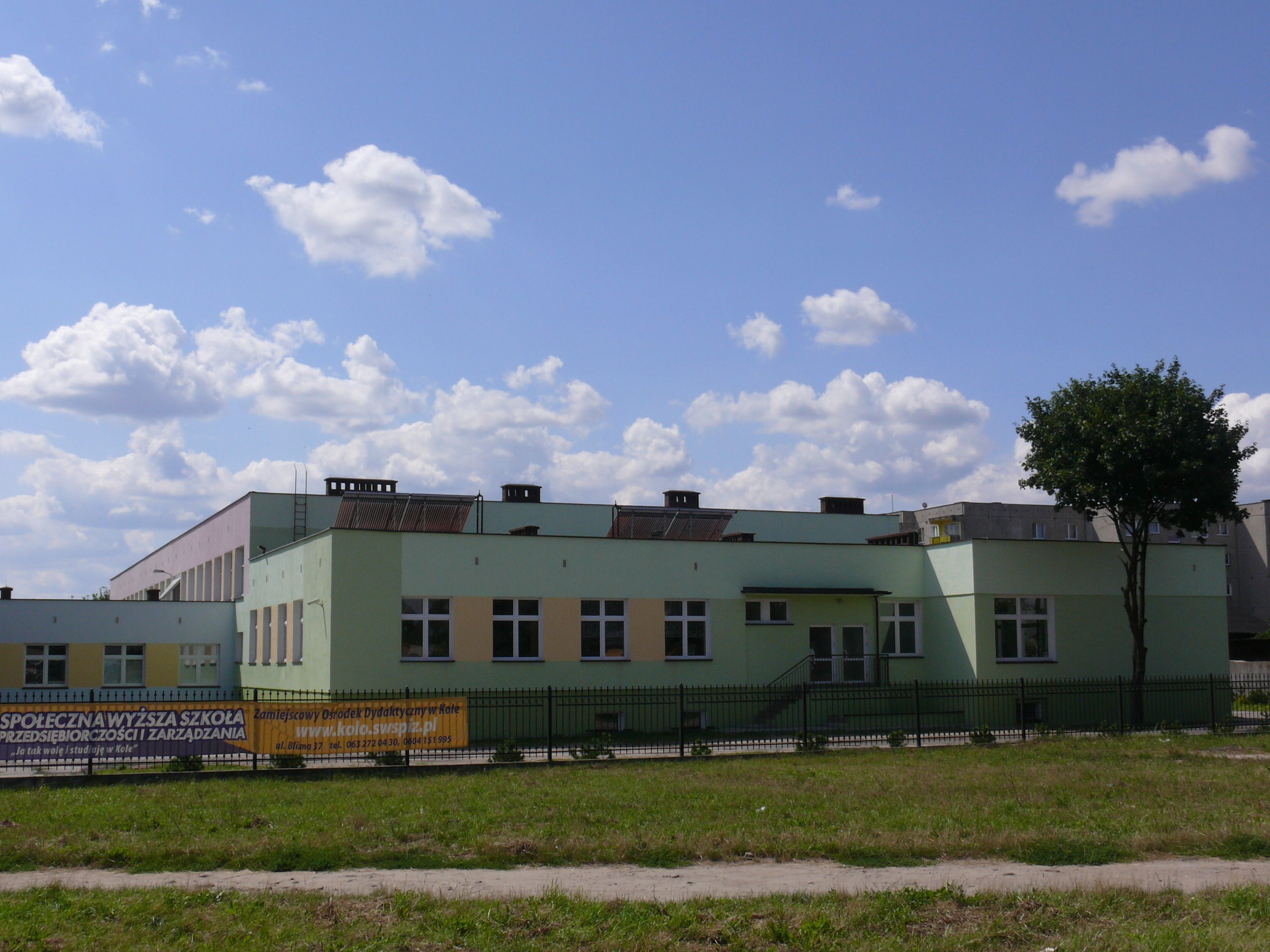
Liceum od strony ulicy Bliznej

Liceum Ogólnokształcące im. Kazimierza Wielkiego w Kole – szkoła ponadpodstawowa w Kole, położona na terenie osiedla Przedmieście Warszawskie. Jest najstarszą szkołą średnią w mieście – swoją historią sięga końca XIX wieku.

## Historia

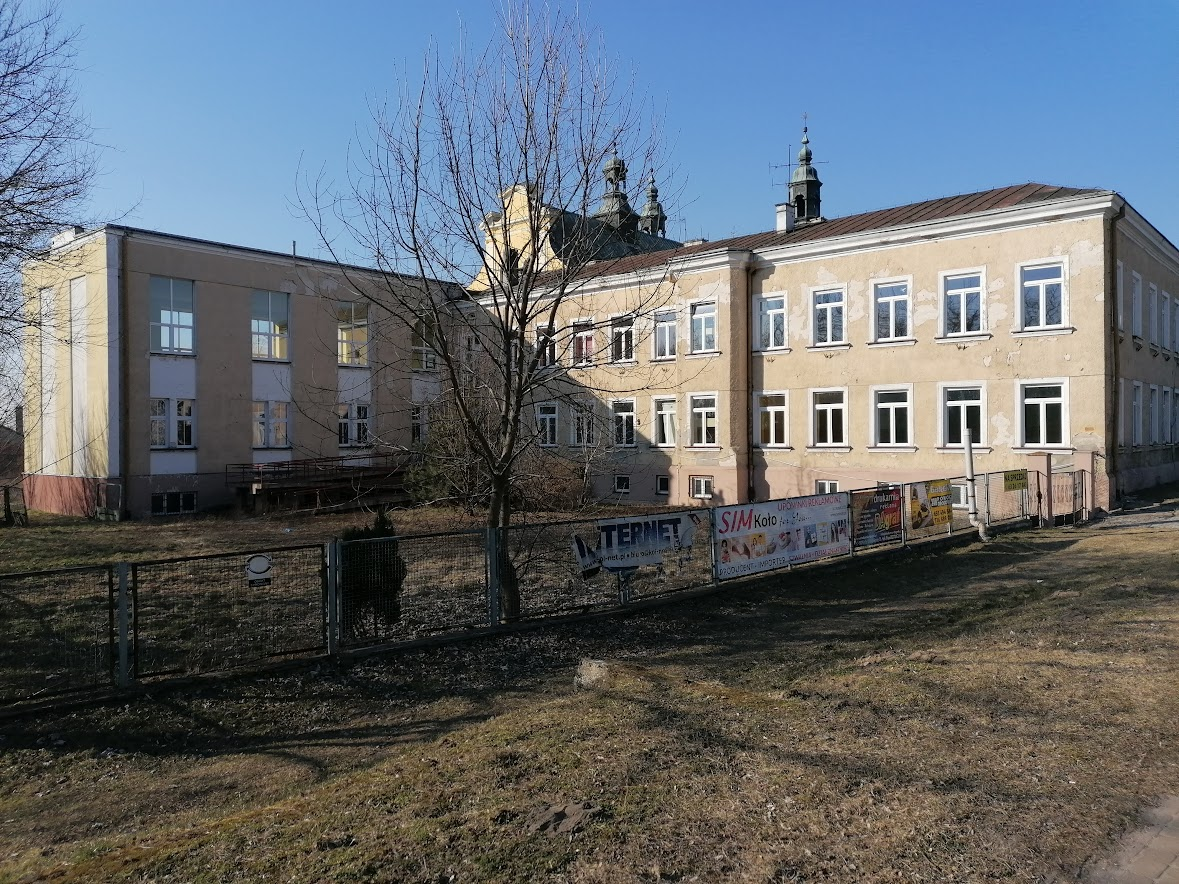
Pierwsza siedziba szkoły przy ulicy Mickiewicza

Do 1879 roku w Kole istniały tylko dwie placówki oświatowe, szkoła elementarna oraz szkoła niedzielno-rzemieślnicza. Miejscowe władze uznały, że jest to za mało dla liczącego 12 tysięcy mieszkańców miasta powiatowego, dlatego też w lipcu 1879 roku powołano spośród obywateli powiatu kolskiego komitet, który zajął się zbieraniem funduszy na otwarcie 4-letniej szkoły realnej w Kole. W składzie komitetu znaleźli się hrabia Aleksander Cyprian von Kreutz z Kościelca, naczelnik powiatu kolskiego Frydryks, Aleksander Kłobukowski, kupiec Schuppe, Leonard Zaleski, rejent, fabrykanci Teichfeld i Lindemann, kupiec Jan Trojanowski i Saubermann. W czwartek, 11 września 1879 roku miało miejsce oficjalne otwarcie 4-klasowej Szkoły Realnej w Kole. Pierwszym dyrektorem został kandydat nauk matematycznych Antoni Osuchowski. Naukę w szkole rozpoczęło wtedy 50 uczniów. Pierwsi absolwenci opuścili szkołę w 1883 roku.
Szkoła Realna była utrzymywana przez prywatne towarzystwo, z dobrowolnych składek oraz organizowanych przez towarzystwo koncertów, przedstawień i zabaw tanecznych. Szkoła początkowo mieściła się w prywatnym domu Niewolskiego przy ulicy Okólnej. Na początku 1883 roku towarzystwo zakupiło plac w okolicach klasztoru bernardynów, a już w kwietniu rozpoczęto budowę nowego gmachu szkoły.  
Budynek był jednopiętrowy, na parterze mieściło się 5 sali lekcyjnych, a w pozostałych dwóch urządzono kancelarię i bibliotekę szkolną (liczącą ponad 1000 woluminów). Połowę piętra zajmowało mieszkanie dla przełożonego szkoły, składające się z 4 pokoi i kuchni oraz mieszkanie dla jednego, nieżonatego nauczyciela. W drugiej połowie piętra mieściły się sala i dwa pokoje przeznaczone na uroczystości szkolne. Nowy budynek szkolny oddano do użytku 10 maja 1884, budowa kosztowała 17 tysięcy rubli, a głównym wykonawcom był Tyrakowski, który zginął na budowie 19 czerwca 1883. Przeniesienie szkoły do nowego budynku nastąpiło 14 maja 1884 roku. Przed budynkiem szkoły wybudowano skwer, nazwany później imieniem hr. Aleksandra von Kreutza oraz plac do ćwiczeń gimnastycznych. W ciągu pierwszych dziesięciu lat działalności szkoły pracowało w niej 33 nauczycieli i pobierało naukę 285 uczniów. 
W 1885 roku dyrektorem szkoły został historyk Mieczysław Rawita−Witanowski, funkcję tę pełnił do 1898. Po odejściu ze szkoły Rawity−Witanowskiego szkoła popadła w kryzys, związany z częstymi zmianami w kadrze pedagogicznej i obniżeniem się poziomem nauczania. W 1904 roku Szkoła Realna została zlikwidowana. 
W 1904 roku budynek po Szkole Realnej przejęła szkoła kupiecka K. Andrzejczaka, przekształcona następnie w 4-klasową Szkołę Handlową. Kierownikiem szkoły był K. Andrzejczak, a przewodniczącym Rady Opiekuńczej Władysław Klimaszewski, który w 1904 osobiście wyjechał do Petersburga, gdzie uzyskał zatwierdzenie statutu dla szkoły na prawach rządowych i językiem polskim wykładowym. Podczas rewolucji 1905 roku uczniowie Szkoły Handlowej rozpoczęli strajk i 7 marca 1905 roku złożyli do władz oświatowych petycję, w której żądali wprowadzenia języka polskiego jako języka wykładowego i administracyjnego. W pierwszych dniach września tego samego roku Rada Opiekuńcza zrzekła się praw szkoły miejskiej i wprowadziła język polski jako wykładowy. Po tym wydarzeniu, strajkująca młodzież z innych kolskich szkół zaczęła masowo przepisywać się do Szkoły Handlowej, doszło również do wybicia szyb w domach kierowników innych szkół oraz w samych gmachach szkolnych. W 1911 roku szkoła miała zostać zlikwidowana z powodu braku funduszy, zapobiegła temu jednak zbiórka pieniędzy wśród mieszkańców. Szkoła Handlowa została zamknięta w 1914.
W 1915 roku staraniem proboszcza kolskiego, ks. Wojciecha Gniazdowskiego i grona obywateli powiatu kolskiego reaktywowano Szkołę Realną. Powstała wtedy 8-klasowa Szkoła Realna Obywateli miasta Koła pod kierownictwem inż. Stanisława Kwasieborskiego. W 1916 roku przekształconą ją natomiast w 7-klasową Szkołę Realną. Szkoła funkcjonowała w dzierżawionym budynku przy ulicy Włocławskiej. W 1917 roku podjęto starania o zwrot gmachu szkolnego obok klasztoru, który od początku wojny zajmowały niemieckie władze wojskowe. W 1918 roku w szkole uczyło się 185 uczniów. W 1919 roku szkoła powróciła do poprzedniego budynku.  
W 1921 roku kolska Szkoła Realna przyjęła profil matematyczno-przyrodniczy, jednak dwa lata później powrócono do profilu humanistycznego. Do 1922 roku szkołą kierował chemik Stanisław Kwasieborski, po nim przejściowo nauczyciel wychowania fizycznego Juliusz Kosiński, a po nim polonista z Włocławka Józef Rachwał. Od 6 listopada 1923 roku szkołą kierował Teodor Szumski, po nim, od jesieni 1924 roku Jan Moczarski.  
W 1924 roku Sejmik Kolski przeznaczył kwotę 30 tys. zł na rzecz kolskiej szkoły średniej, co umożliwiło rozpoczęcie budowy nowego budynku dla szkoły na placu Wolności (dzisiejsza Szkoła Podstawowa nr 1). W 1926 roku szkoła uzyskała status szkoły państwowej, popadła jednak też w kłopoty finansowe. W 1928 roku zadłużenie szkoły sięgnęło kwoty 22 tysięcy złotych. W tym samym roku prawnym właścicielem szkoły zostało Towarzystwo „Oświata”, którego prezesem został Leonard Zuchowicz, pod którego przewodnictwem udało się uratować szkołę od upadku. Na przełomie 1927 i 1928 roku, po zamknięciu gimnazjów w Dąbiu i Sompolnie Gimnazjum „Oświata” w Kole stało się jedynym świeckim gimnazjum w powiecie kolskim.  
W 1928 roku szkołą przejściowo kierował Lachowski, a następnie matematyk Kazimierz Bączyński. W 1931 dyrektorem został Stanisław Woyna-Gwiaździński, funkcję tę pełnił do 1939 roku. W 1937 roku powiat kolski przekazał gminie miejskiej Koło gmach szkoły na placu Wolności, otrzymując w zamian budynek im. Marszałka Józefa Piłsudskiego oraz budynki Szkoły Powszechnej nr 1. W 1938 roku do budynku szkolnego dobudowano salę gimnastyczną i sanitariaty, w tym samym roku otwarto również liceum koedukacyjne. 
1 lutego 1945 roku rozpoczęto naukę w szkołach podstawowych i średnich w Kole. 10 lutego 1945 roku Jan Oliskiewicz mianował nowym dyrektorem wieloletniego nauczyciela Stanisława Bajera. W związku z tym, że w dotychczasowym budynku szkoły mieścił się radziecki szpital wojskowy, na cele dydaktyczne przekazano Gimnazjum i Liceum „Oświata” poniemiecki, drewniany barak przy ulicy Toruńskiej 58 (zaraz obok gmachu Szkoły Podstawowej nr 3). W związku z tym, że w otrzymanym baraku nie było żadnego wyposażenia, pierwsi uczniowie przynosili ze sobą do szkoły własne stołki i stoliki, a role tablic odgrywały połamane blaty stołów. 
10 marca 1945 roku w obecności przedstawicieli władz państwowych, samorządowych i wojska nastąpiło oficjalne otwarcie gimnazjum. Rozpoczęto też wtedy starania o upaństwowienie gimnazjum. 1 września 1946 roku rozpoczęto zajęcia w dawnym budynku liceum, gmach ten nie był jednak jeszcze wyremontowany, posiadał powstałe w wyniku ostrzału dziury w ścianach i zawalone dachy. W 1946 roku udało się umeblować i wyposażyć szkołę, zakupiono wtedy ławki szkolne, tablice, wieszaki, mikroskopy, mapy, tablice biologiczne i sprzęt gimnastyczny. Liceum zostało upaństwowione 1 lutego 1949 roku.
W 1966 roku nadano szkole imię Kazimierza III Wielkiego. Niespełna 10 lat później szkoła otrzymała własny sztandar. 

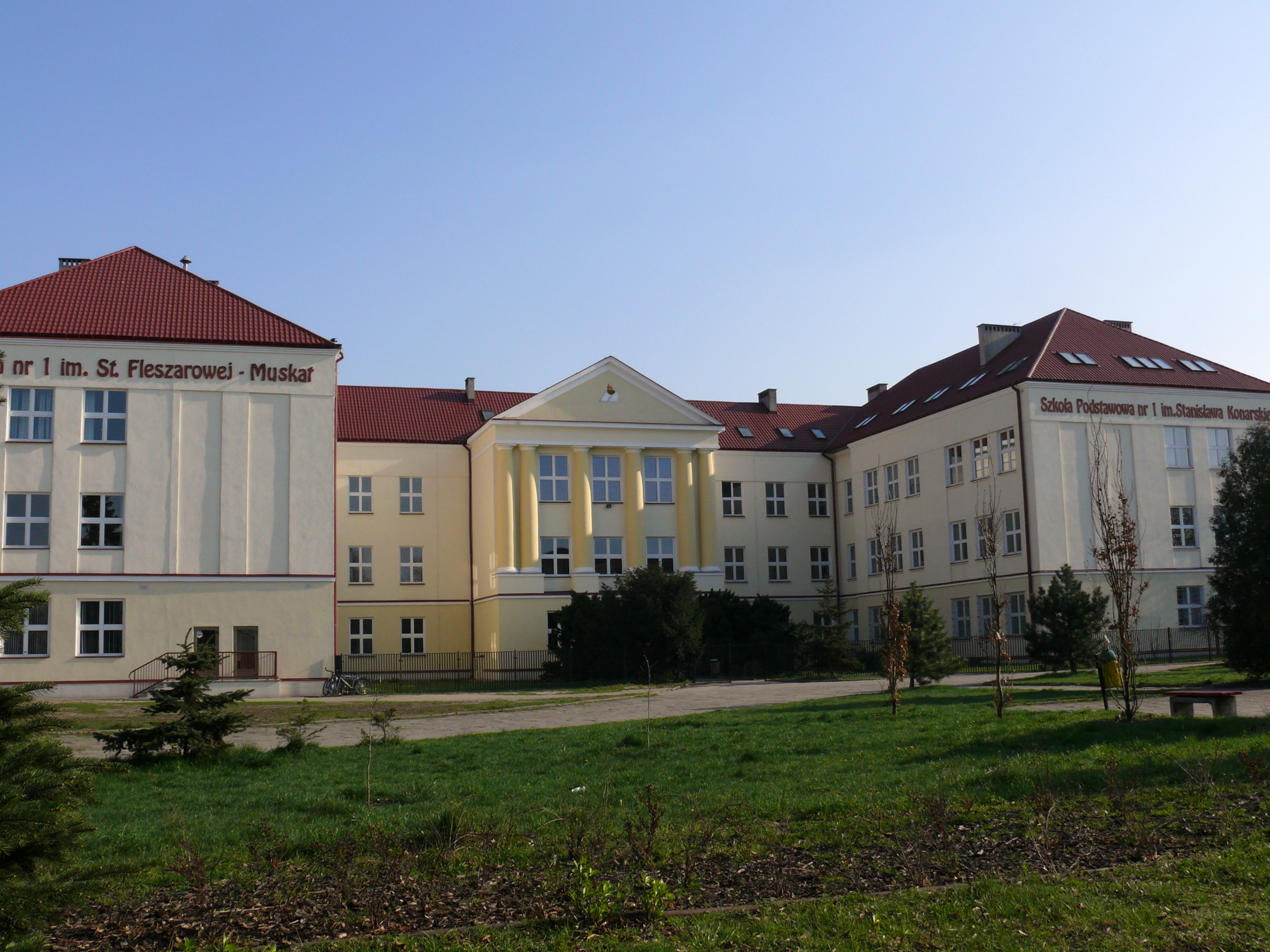
Siedziba szkoły do 1993 roku

Z początkiem lat 80. XX wieku rozpoczęto działania zmierzające do wybudowania nowego gmachu dla szkoły na placu w sąsiedztwie ulicy Bliznej. Bezpośrednim inwestorem było Kuratorium Oświaty w Koninie, a inwestorem zastępczym Spółdzielnia Mieszkaniowa w Kole. Wykonawcą była natomiast firma „Szurgot” z Koła. W 1993 roku oddano do użytku pierwszą część nowego budynku. Były to 24 sale lekcyjne wraz z salą gimnastyczną. W późniejszym okresie przekazano do użytku halę sportową, salę do gimnastyki, natryski, sanitariaty i szatnie. W 2008 roku sektor żywnościowy szkoły adaptowano na część multimedialną i bibliotekę.
Stanowisko dyrektora w 2006 roku objęła i sprawowała do 2013 roku Dorota Wiśniewska, nauczyciel geografii. 18 września 2009 szkoła uroczyście obchodziła 130. rocznicę powstania, na którą zaproszenie zostali wszyscy dotychczasowi profesorowie i absolwenci. Absolwenci, którzy dokonali wybitnych osiągnięć naukowych, otrzymali odznaczenie Primus Inter Pares. 
10 czerwca 2011 roku nastąpiło otwarcie kompleksu boisk typu Orlik, które zakończyło etap budowy gmachu liceum. W 2013 kolejnym dyrektorem placówki został Waldemar Koligot, nauczyciel wychowania fizycznego.
24 czerwca 2022 roku w auli liceum odsłonięto tablicę pamiątkową upamiętniającą autorów muralu przedstawiającego zabytki kolskiej starówki – Wojciecha Bukowieckiego i Jacka Chodorowskiego.
W maju 2023 roku, w związku z nieprzedłużeniem kadencji dyrektora Waldemara Koligota, pod siedzibą starostwa powiatowego w Kole odbył się protest zorganizowany przez uczniów i nauczycieli liceum żądających wstrzymania procedury konkursowej. W proteście oprócz uczniów i nauczycieli brali także udział absolwenci szkoły, rodzice uczniów i mieszkańcy miasta. Protestujący uważali, że władze powiatu kolskiego uniemożliwiają dotychczasowemu dyrektorowi ponownie ubiegać się o tę funkcję. Wzywano również do ponownego rozpatrzenia oceny pracy dyrektora, gdyż, według protestujących, członek komisji dokonującej oceny poświadczył nieprawdę, a ocena została zaniżona. Od września 2023 roku dyrektorem szkoły jest Romuald Adamek.
W marcu 2024 roku na terenie szkoły odsłonięto przeniesione z dawnego budynku tablice pamiątkowe, upamiętniające istnienie szkoły oraz uczniów poległych podczas II wojny światowej.

## Tradycje szkolne
- Dziecinada to wydarzenie przeznaczone dla dzieci z przedszkoli i ośrodków szkolno–wychowawczych w Kole, odbywająca się na początku czerwca. Licealiści organizują festyn na boisku szkolnym, dzieci uczestniczą w różnych konkurencjach sportowych, sprawnościowych, mających charakter zabawowy. Spotkanie wieńczy inscenizacja bajki. Dziecinada odbywa się w kolskim LO od 2004 roku[43]. Pomysłodawcami akcji są nauczycielki Iwona Kędzierska i Bożena Zduńczyk[44].
- Jarmark Kreatywności odbywa się z okazji pierwszego dnia wiosny. Wydarzenie ma propagować talenty i pasje uczniów szkoły[45]. Po raz pierwszy imprezę zorganizowano w 2008 roku.

## Profile nauczania
Rok szkolny 2024/2025
- politechniczno-informatyczny (matematyka, fizyka, informatyka)
- prawniczy (historia i język polski)
- lekarski (biologia, chemia, język angielski)
- psychologiczno-pedagogiczny (język polski, język angielski, biologia)

Rok szkolny 2022/2023
- politechniczny (matematyka i fizyka)
- prawniczy (język polski i historia)
- lekarski (biologia, chemia, język angielski)
- biomedyczny z elementami ratownictwa (biologia i chemia)
- informatyczny (matematyka, informatyka, język angielski)
- ekonomiczny (matematyka, geografia, język angielski)
- psychologiczno-pedagogiczny (język angielski, biologia, język polski

## Dyrektorzy szkoły
- Antoni Osuchowski (1879–1885)
- Mieczysław Rawita–Witanowski (1885–1898)
- Eugeniusz Kiernożycki (1898−1903)
- Stanisław Kwasieborski (1915–1922)
- Juliusz Kosiński (1922)
- Józef Rachwał (1922–1923)
- Teodor Szumski (1923–1924)
- Jan Moczarski (1924–1928)
- Lachowski (1928)
- Kazimierz Bączyński (1928–1931)
- Stanisław Wojna-Gwiaździński (1931–1939)
- Stanisław Bajer (1945–1947)
- Edward Zięciak (1947–1949)
- Janusz Kornaszewski (1949–1950)
- Zygmunt Krzycki (1950–1966)
- Edmund Jaśkiewicz (1966–1968)
- Bolesław Śliwicki (1968–1969)
- Michał Karwacki (1969–1975)
- Zbigniew Kapelusiak (1975–1980)
- Sylwia Kukawka (1980–1984)
- Tadeusz Kurzepa (1984–2006)
- Dorota Wiśniewska (2006–2013)
- Waldemar Koligot (2013–2023)
- Romuald Adamek (od 2023[41])

## Nauczyciele i pracownicy szkoły
- Irena Hernik – nauczycielka języka polskiego, bibliotekarka
- Kazimierz Kasperkiewicz – nauczyciel języka niemieckiego
- Leon Leja
- Józef Stanisław Mujta – nauczyciel historii
- Ryszard Paszko – nauczyciel